# 葛麻飛行場
葛麻飛行場 (カルマひこうじょう Kalma Airport, 朝鮮語: 갈마비행장) は、朝鮮民主主義人民共和国江原道元山市にある国際空港。元山空港 (ウォンサンくうこう Wonsan Airport)とも呼ばれる。

## 概要
第二次世界大戦中は、大日本帝国海軍の元山（げんざん）航空基地として使用され、1940年に元山海軍航空隊（初代）が開隊された。
1950年10月、朝鮮戦争中に大韓民国陸軍によって再整備され、国連軍の一員であるアメリカ海兵隊が利用した。その後、朝鮮人民軍の攻撃により、この飛行場は破壊された。1953年の休戦後、滑走路が再建され、朝鮮人民軍の基地として利用されていた。
2014年7月、金正恩の指示により軍民共用化された。2015年9月、新しい旅客ターミナルが公開された。ターミナルには出入国審査設備があり、搭乗橋も備えている。
2016年9月、「元山国際友好航空祝典」（Wonsan International Friendship Air Festival）として航空ショーの会場になった。
2018年1月31日、馬息嶺スキー場にて平昌オリンピックに出場する南北合同スキー練習が行われるのに伴い、襄陽国際空港からアシアナ航空によるチャーター便が運航された。
また、2018年、金正恩が「新年の辞」で、隣接する海岸線一帯にリゾート観光地を建設する計画を発表。このリゾート地は、2025年に元山葛麻海岸観光地区としてオープンしている。

## 就航都市
| 国                     | 航空会社 | 都市       | 空港         |
| ---------------------- | -------- | ---------- | ------------ |
| 朝鮮民主主義人民共和国 | 高麗航空 | 平壌直轄市 | 平壌国際空港 |
| 朝鮮民主主義人民共和国 | 高麗航空 | 清津市     | 漁郎飛行場   |